# Бербис (река)
Берби́с — река в восточной части Гайаны. Исток расположен в саванне Рупунуни, находящейся на Гвианском плоскогорье. Протекает на север сквозь густые леса и прибрежную равнину. В районе Нью-Амстердама, на мелководье, впадает в Атлантический океан. Длина — 595 км.
Течёт в непосредственной близости от крупнейших рек страны Эссекибо и Корантейна. Крупнейший приток — Канье.
Судоходный участок Бербиса, преодолеваемый на маломерных судах, составляет 160 км. Более того, по нему осуществляется лесосплав. Бо́льшая часть порогов находится вверх по течению.
Получила наименование в честь одноимённой колонии, вошедшей в состав Британской Гвианы (в настоящее время — Гайаны) в 1831 году.